# المؤتمر الوطني لتقدم بوركينا فاسو
المؤتمر الوطني لتقدم بوركينا فاسو (بالفرنسية: Convention Nationale pour le Progrès du Burkina)‏ كان حزبًا سياسيًا في بوركينا فاسو بقيادة جوروبوندو رينيه لومبو. 

## التاريخ
حصل الحزب على 0.5٪ من الأصوات في انتخابات 2012 البرلمانية، وفاز بمقعد واحد في الجمعية الوطنية.